# Angelo de Gubernatis
Angelo de Gubernatis (Turín, 7 de abril de 1840-Roma, 20 de febrero de 1913) fue un literato italiano.

## Biografía
Nacido en Turín, se licenció en filología en Berlín. En 1862 fue nombrado profesor de sánscrito en la Universidad de Florencia, pero habiendo contraído matrimonio con una prima de Bakunin, se fue interesando progresivamente en las ideas socialistas, por lo que rechazó el cargo y pasó algunos años viajando. Fue readmitido en el mismo puesto en 1867, y transferido a la Universidad de Roma La Sapienza en 1891. Adquirió cierto renombre como orientalista, como poeta y como publicista.
Fundó la revista Italia Letteraria (1862), la Rivista orientale (1867), la Civittà italiana, la Rivista europea (1869), el Bolletino italiano degli studii orientali (1876), la Revie internationale (1883), y en 1887 fue nombrado director del Giornale della società asiatica. En 1878 emprendió la redacción de su Diccionario biográfico de los escritores contemporáneos.
Entre sus obras sobre Oriente y su mitología se cuentan la Piccola enciclopedia indiana (1867), las Fonti vediche (1868), un célebre tratado sobre mitología animal publicado en 1872 y otro de mitología vegetal (1878). También publicó una enciclopédica Storia universale della letteratura (1882-1885). Su labor como poeta se concentra en los dramas Gala, Romolo, Nala, Don Rodrigo y Savitri, entre otros.[cita requerida]

## Obras
- Giovanni P. Turín, 1861
- Piccola enciclopedia indiana, 1867
- La vita e i miracoli del dio Indra nel Rigveda, Florencia, 1867
- Storia comparata degli usi natalizi, nuziali e muliebri in Italia e presso gli altri popoli indo-europei, 1867
- Le fonti vediche dell'epopea indiana, Florencia, 1867
- Memorie intorno ai viaggiatori italiani nelle Indie orientali dal secolo XIII a tutto il XVI, Florencia, 1867
- Studi sull'epopea indiana e su l'opera biblica, Florencia, 1868
- Zoological Mithology or The Legends of Animals, Londres, 1871, 2 voll.
- Cenni sopra alcuni indianisti viventi, Florencia, 1872
- Letture sopra la mitologia vedica, Florencia, 1874
- Max Muller e la mitologia comparata, Florencia, 1875
- Alessandro Manzoni: studio biografico. Conferencia dada en la Instituto Taylor de Oxford en mayo de 1878, Successori Le Monnier, 1879
- Dizionario biografico degli scrittori contemporanei, Angelo De Gubernatis, Florencia, Successori Le Monnier, 1879;
- Letture di archeologia indiana, Milán, 1881
- Storia universale della letteratura, 18 volúmenes, 1883-1885
- Dante e l'India, Roma, 1889
- Gli studi indiani in Italia, Florencia, 1891
- Piccolo dizionario dei contemporanei italiani, Roma, 1895
- I popoli asiatici, Milán, 1900
- Fibra. Pagine di ricordi, Roma, 1900
- Storia dell'etnologia, Perugia, 1912
- Mario Rapisardi, con Remo Sandron, 1912, reimpreso en 2010